# 中國憲政協進會
中國憲政協進會（英語：Chinese Constitutional Reform Association）是美国政治性非政府组织。由一批中华人民共和国民主运动人士在2002年发起，2005年10月11日正式成立。其宣称的宗旨是利用各种方式、发动各种力量、创造各种条件，推进中国大陆和平开放转型为宪政民主国家。

## 成员
中國憲政協進會宣称其发起人均是1976年四五运动到1989年八九民运期间中国民主运动的主要代表人物。且其骨干是1989年首都各界爱国维宪社会协商联席会议的发起者和组织者。目前协进会的主要负责人是：
- 主席：王丹（八九学生民主运动领袖）
- 理事长：王军涛（曾任北京《经济学周报》副主编）

其他重要成员还包括方励之、严家其等知名学者和民运人士。在中国成功处理完成这一组织导致的局部混乱后，这一组织已经采用多种形式继续生存，但是其影响力明显下降。